# جاكوب باجيرستيد
جاكوب باجيرستيد (بالدنماركية: Jacob Bagersted)‏ مواليد 25 مارس 1987 في كوبنهاغن، هو لاعب كرة يد دانمركي. يلعب حاليا مع نادي ماغديبورغ لكرة اليد ويحمل الرقم 14. مثل منتخب الدنمارك لكرة اليد. حقق المركز الثاني في بطولة العالم لكرة اليد للرجال 2011.

## المسيرة الاحترافية
لعب مع أجاكس هيروز في الدوري الدنماركي في سنة 2008، ثم لعب مع نادي آلبورغ لكرة اليد من سنة 2011 إلى 2014، ثم انضم إلى نادي ماغديبورغ لكرة اليد في الدوري الألماني من سنة 2014 إلى 2017، ثم لعب مع فغيش أوف غوبينغن في سنة 2017.

## الميداليات
| الميدالية | المسابقة                           |
| --------- | ---------------------------------- |
| فضية      | بطولة العالم لكرة اليد للرجال 2011 |

## روابط خارجية
- جاكوب باجيرستيد على موقع الاتحاد الأوروبي لكرة اليد (الإنجليزية)